# Erdgas Südsachsen
Die Erdgas Südsachsen GmbH war der regionale Gasversorger in Südsachsen. Das Unternehmen mit Hauptsitz in Chemnitz belieferte rund 150.000 Privat-, Gewerbe- und Industriekunden und acht Stadtwerke mit Erdgas. Es gab acht Betriebsstellen. Im Sommer 2010 erfolgte die Fusion mit den Stadtwerken Chemnitz zur Eins Energie in Sachsen GmbH & Co. KG.

## Geschäftsfelder
Hauptgeschäftsfeld von Erdgas Südsachsen war die Versorgung ihrer Kunden mit Erdgas. Weitere Geschäftsfelder waren unter anderem Erdgas als Kraftstoff, Wärme und Strom.

## Gesellschafter
- Zweckverband Gasversorgung in Südsachsen: 51 %
- Thüga AG München: 49 %

## Beteiligungen
- Südsachsen Netz GmbH: 100 %